# Europa Cup (korfbal) 1985
De Europacup korfbal 1985 werd voor de eerste keer in de historie verdeeld in twee edities; een editie met veldkorfbal en een editie met zaalkorfbal.
In 1984 werd geen Europacup-toernooi gehouden.

## Veldkorfbal Editie
De Europacup korfbal 1985 is de 18e editie van dit internationale korfbaltoernooi. 
Het deelnemersveld bestaat in deze editie uit 4 teams, 1 team uit Nederland, België, Duitsland en Verenigd Koninkrijk.
Het toernooi wordt in dit jaar afgewerkt in 1 dag. Slechts 1 halve finale, gevolgd door een finale.

### Deelnemers
Poule
| Club           | Plaats         |
| -------------- | -------------- |
| PKC            | Papendrecht    |
| Crystal Palace | Londen         |
| Borgerhout     | Antwerpen      |
| Adler Rauxel   | Castrop-Rauxel |

### Wedstrijdschema
|  | halve finale | halve finale   | halve finale |   |  | finale         | finale       | finale |
|  |              |                |              |   |  |                |              |        |
|  |              |                |              |   |  |                |              |        |
|  |              | PKC            | 20           |   |  |                |              |        |
|  |              | Crystal Palace | 1            |   |  |                |              |        |
|  |              |                |              |   |  |                |              |        |
|  |              |                |              |   |  |                |              |        |
|  |              |                |              |   |  |                |              |        |
|  |              |                |              |   |  |                | PKC          | 13     |
|  |              |                | Borgerhout   | 8 |  |                |              |        |
|  |              |                |              |   |  |                |              |        |
|  |              |                |              |   |  | 3e/4e plaats   |              |        |
|  |              |                |              |   |  |                |              |        |
|  |              | Borgerhout     | 10           |   |  | Crystal Palace | 3            |        |
|  |              | Adler Rauxel   | 0            |   |  |                | Adler Rauxel | 7      |

| Kampioen EuropaCup 1985 |
| ----------------------- |
| PKC Vierde titel        |

## Zaalkorfbal Editie
De Europacup korfbal 1985 is de 1e editie van dit internationale korfbaltoernooi.

### Deelnemers
Poule A
| Club              | Plaats      | Poule |
| ----------------- | ----------- | ----- |
| PKC               | Papendrecht | A     |
| Marbella Juventud | Marbella    | A     |
| Vultrix           | ?           | A     |

Poule B
| Club         | Plaats         | Poule |
| ------------ | -------------- | ----- |
| Sikopi       | Antwerpen      | B     |
| Adler Rauxel | Castrop-Rauxel | B     |
| CLL Bourges  | Bourges        | B     |

### Poulefase Wedstrijden
Poule A
| Thuisploeg        |   | Uitploeg          | Uitslag |
| ----------------- | - | ----------------- | ------- |
| PKC               | - | Marbella Juventud | 28-7    |
| PKC               | - | Vultrix           | 25-7    |
| Marbella Juventud | - | Vultrix           | 9-8     |

Poule B
| Thuisploeg   |   | Uitploeg    | Uitslag |
| ------------ | - | ----------- | ------- |
| Adler Rauxel | - | Sikopi      | 5-22    |
| Adler Rauxel | - | CLL Bourges | 16-7    |
| Sikopi       | - | CLL Bourges | 29-4    |

### Finales
| 5e&6e plaats |             |    |
|              |             |    |
|              | Vultrix     | 12 |
|              | CLL Bourges | 4  |

| 3e&4e plaats |                   |    |
|              |                   |    |
|              | Marbella Juventud | 6  |
|              | Adler Rauxel      | 14 |

| Finale |        |    |
|        |        |    |
| A1     | PKC    | 16 |
| B1     | Sikopi | 11 |

| Kampioen EuropaCup 1985 |
| ----------------------- |
| PKC Eerste titel        |

## Eindklassement
| Positie | Club              |
| ------- | ----------------- |
| Goud    | PKC               |
| Zilver  | Sikopi            |
| Brons   | Adler Rauxel      |
| 4       | Marbella Juventud |
| 5       | Vultrix           |
| 6       | CLL Bourges       |